# Nitruro de curio
El nitruro de curio es un compuesto inorgánico binario de curio y nitrógeno con la fórmula química CmN.

## Síntesis
El nitruro de curio se puede preparar mediante nitruración carbotérmica del óxido.

## Propiedades físicas
El nitruro de curio es sólido y tiene una estructura de NaCl. Es ferromagnético.